# 貝爾根湖

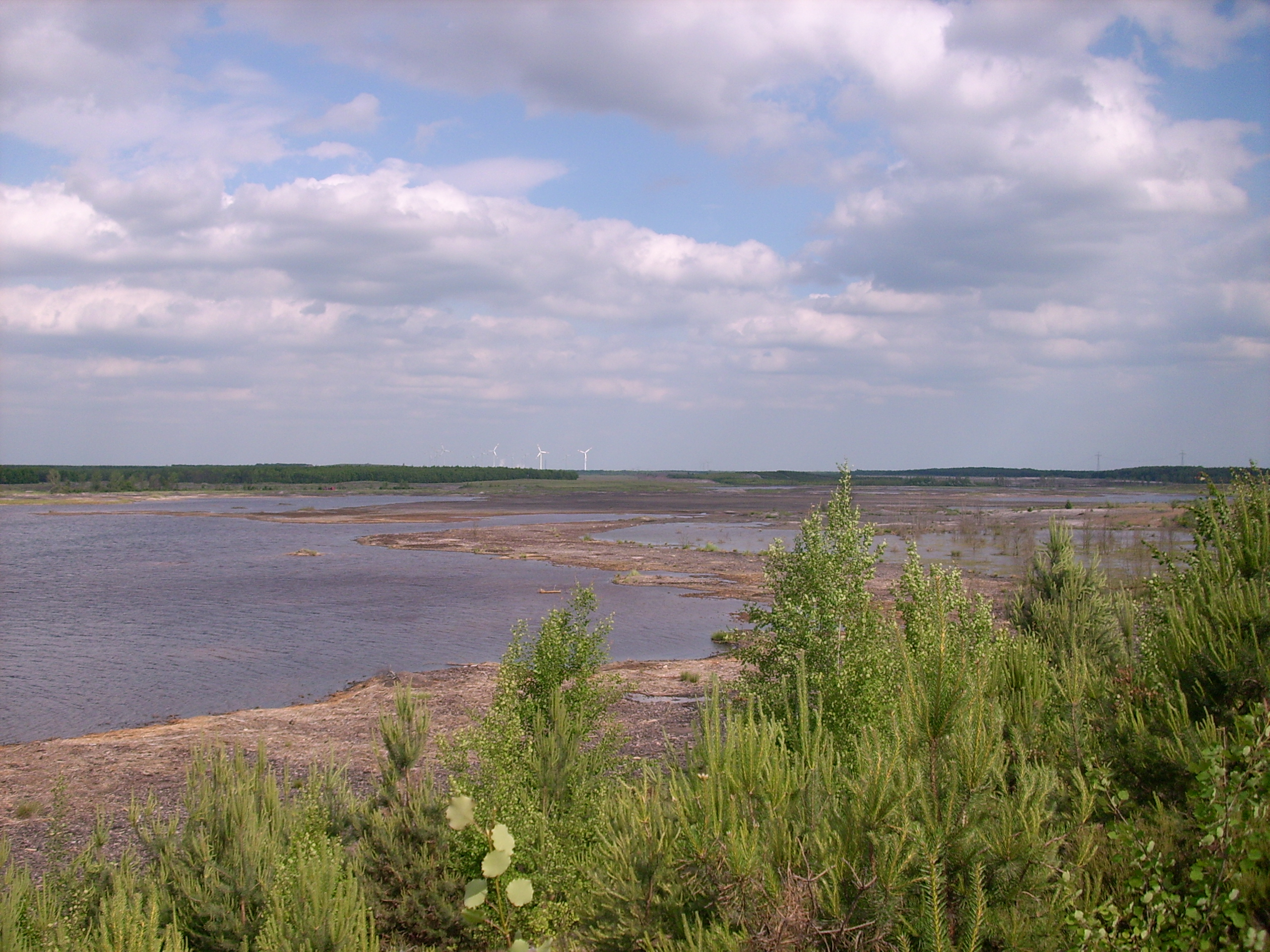

51°29′31″N 14°13′57″E / 51.49194°N 14.23250°E
貝爾根湖（德語：Bergener See），是德國的湖泊，位於該國東部，由薩克森自由州負責管轄，面積1.3平方公里，海拔高度104米，最大水深11米，水體容量300萬立方米。